# Glinka (surowiec)

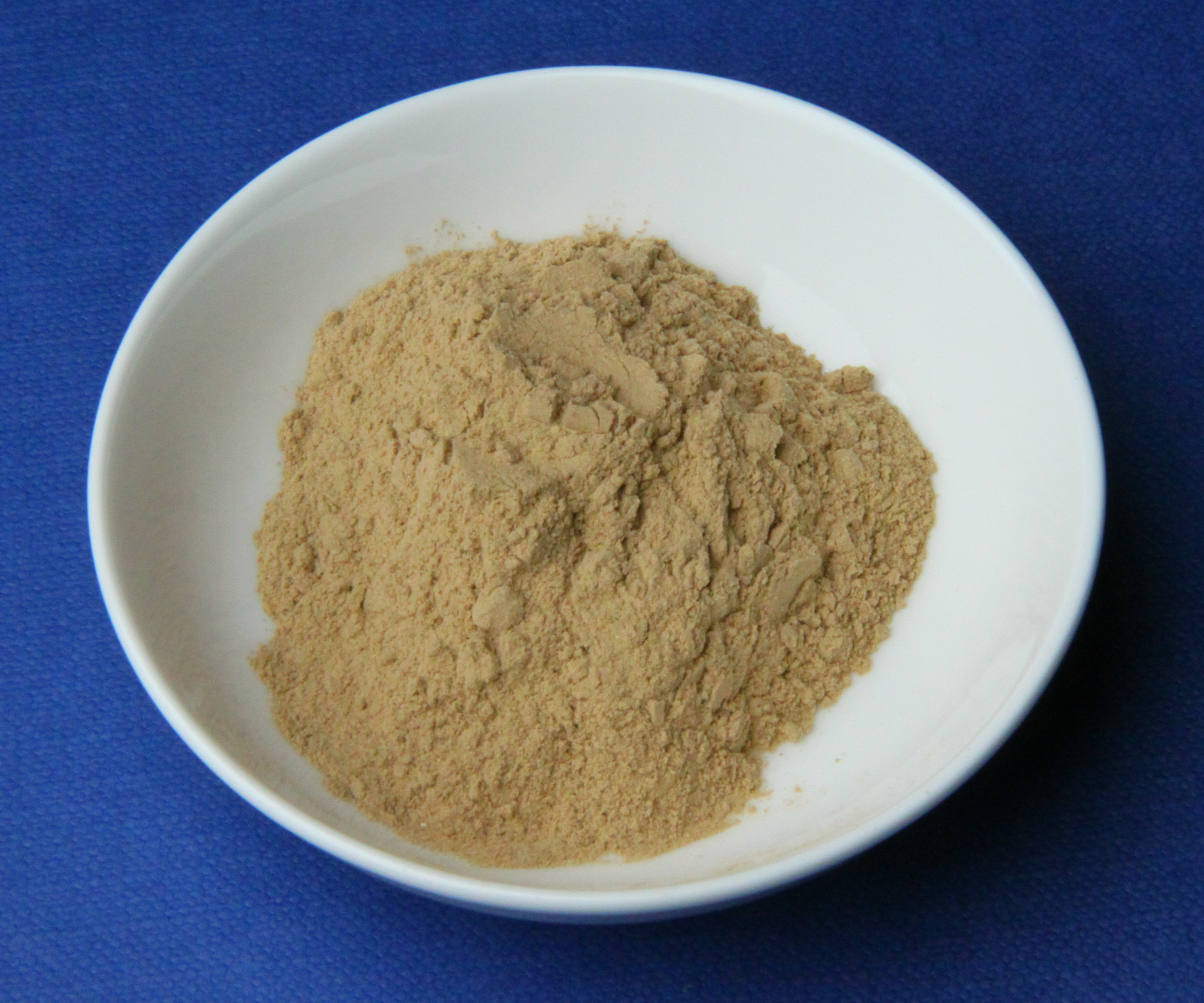
Glinka biała (surowiec farmaceutyczny niemieckiej firmy Luvos)

Glinka (łac. bolus) – sterylny sproszkowany minerał ilasty o właściwościach bakteriobójczych, mineralizujących oraz zabliźniających. Zawiera w swoim składzie tritlenek diglinu, związki wapnia, ditlenek krzemu, tlenki żelaza, fosforany i związki manganu. Stosowana jako surowiec leczniczy oraz kosmetyczny.

## Historia
Własności kosmetyczne i lecznicze peloidów były znane od starożytności. Lecznicze własności glinek zostały zauważone ponownie w XIX wieku przez propagatorów naturoterapii Sebastiana Kneippa oraz Emanuela Felkego. Niemiecki lekarz Julius Stumpf wprowadził do leczenia owrzodzeń podudzi, zakażonych ran, zgorzeli oraz dyzenterii glinkę białą (łac. bolus alba officinalis), pochodzącą z nieustalonych złóż kaolinu w Niemczech, która stała się pierwszą skuteczną metodą leczenia chorób zakaźnych, stosowaną przed zastosowaniem do tego celu antybiotyków. Prof. Julius Stupf opracował na bazie glinki białej pierwszą skuteczną metodę leczenia cholery azjatyckiej (pandemia cholery 1899-1923), obciążonej do tej pory 100% śmiertelnością.

## Zastosowanie

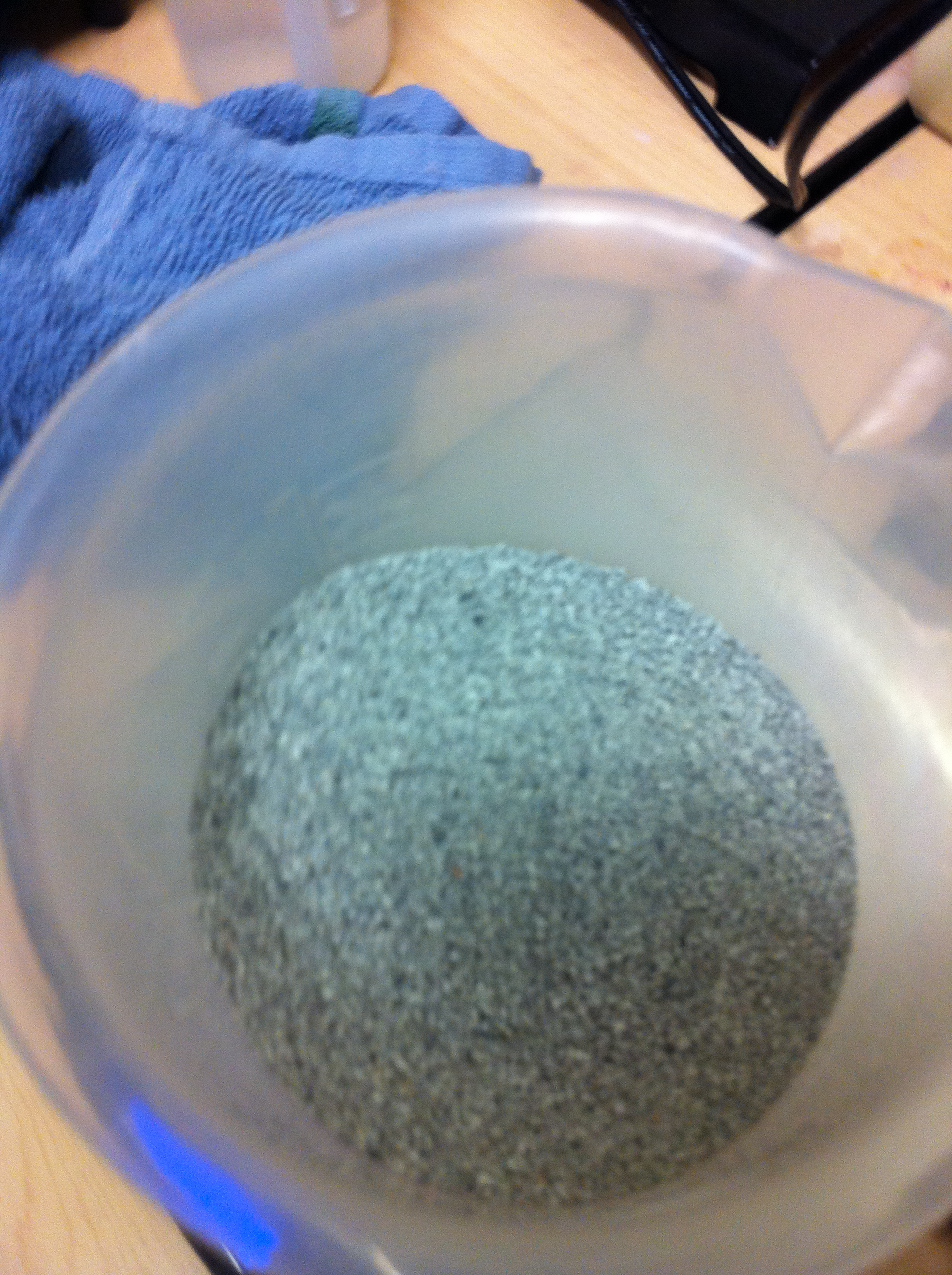
Sproszkowana glinka z bentonitu stosowana w filtracji wina

Glinki traktowane jako surowiec leczniczy, stosowane w lecznictwie uzdrowiskowym, zaliczane są do abiolitów (peloidów o zawartości związków organicznych poniżej 50%). Glinka ma własności bakteriobójcze, mineralizujące oraz wspomagające gojenie się ran.
W kosmetologii stosowane są w argilloterapii do różnych rodzajów cery w postaci past, kremów, mleczek, toników oraz okładów (kataplazm ciepłych i zimnych).
W przemyśle spożywczym glinka (E559) jest stosowana jako substancja antyzbrylająca i nośnikowa, w filtracji wina i soków, przy produkcji mleka w proszku, śmietanki w proszku, glukozy i cukru pudru oraz do posypywania płatków gumy do żucia, może być stosowana również jako alternatywa dla talku. Glinka jako dodatek do żywności jest zakazana w Stanach Zjednoczonych i Kanadzie.

## Receptura
| Pasta Silicea (Pasta Boli)                |           |
| Bolus alba                                | 500,0     |
| Acidum boricum                            | 5,0       |
| Acidum salicylicum                        | 1,0       |
| Ol. Menthae pip.                          | gtt. X    |
| Methylis salicylas                        | gtt. XX   |
| Glycerolum                                | ad 1000,0 |
| stosowanie:                               |           |
| rany ropiejące, wilgotne, ślimaczące się. |           |

## Klasyfikacja
Skuteczność glinek jest związana z ich strukturą oraz zawartością soli mineralnych, które nadają im barwę. Podstawowe rodzaje glinek to biała glinka, czerwona glinka, żółta glinka, różowa glinka, zielona glinka. Farmakopea Polska wymienia jedynie kaolin ciężki (łac. kaolinum ponderosum), który jest farmaceutycznym odpowiednikiem glinki białej (łac. bolus alba, argilla).

## Skład
Glinka zawiera w swoim składzie ditlenek krzemu, fosforany, tlenki żelaza, tritlenek diglinu, związki wapnia i manganu oraz jony glinu (Al3+), krzemu (Si4+), magnezu (Mg2+), manganu (Mn2+), potasu (K+), sodu (Na+), tytanu (Ti4+), wapnia (Ca2+), żelaza (Fe3+).